# بن دوان
بن دوان (انگلیسی: Ben Doane؛ زادهٔ ۲۲ دسامبر ۱۹۷۹) بازیکن فوتبال اهل بریتانیا است.
از باشگاه‌هایی که در آن بازی کرده‌است می‌توان به باشگاه فوتبال منزفیلد تاون، باشگاه فوتبال کترینگ تاون، و باشگاه فوتبال شفیلد یونایتد اشاره کرد.